# Netidee
Netidee (Eigenschreibweise netidee) ist der Name des Förderprogrammes der Internet Stiftung.

Das Logo der netidee-Förderaktion bis 2011

## Geschichte
Seit 2006 fördert die Internet Stiftung unter dem Namen netidee jährlich Projekte, die das Internet in Österreich weiterentwickeln.
Es werden sowohl Projekte als auch wissenschaftliche Abschlussarbeiten in Form von Stipendien gefördert. Die Gesamtfördersumme dafür liegt bei 1 Million Euro pro Jahr. Seit 2016 gibt es in Kooperation mit dem österreichischen Wissenschaftsfonds FWF auch die Förderschiene netidee Science für wissenschaftliche Grundlagenforschung zum Internet. Dafür werden zusätzlich bis zu 400.000 Euro pro Jahr von der Internet Stiftung ausgeschüttet.

### netidee-Schwerpunkte
2006: Internet Technik und Nutzung
2007: Anwendungen, Vernetzung, Benutzerfreundlichkeit
2008: Sicherheit
2009: inclusion, Reichweite im Internet vergrößern und den Zugang erleichtern
2010: e-Inclusion & e-Literacy, digitale Integration und Partizipation, Einbeziehen Benachteiligter
2011: Bildung und Internet
2012: offener Call, Einführung der netidee Stipendien, Erhöhung der Fördersumme auf 1 Million Euro
2013: offener Call
2014: offener Call, Sonderpreis Internet Privacy
2015: offener Call, Sonderpreise für „Internet und Umwelt“ und „Open Science“
2016: offener Call, Sonderpreise für „Internet of Things“ und „Internet for Refugees“, Einführung netidee SCIENCE
2017: offener Call, Sonderpreise für „Blockchain“, „Closing the Gender Gap“ und „Privacy by Design“
2018: offener Call, Sonderpreise für „Mobility“, „Blockchain beyond Cryptocurrencies“ und Martin Prager Integrationspreis
2019: offener Call, Sonderpreise für „Verantwortungsvolle Digitalisierung“ und Martin Prager Integrationspreis
2020: offener Call, Sonderpreise für „Lokale Resilienz“ und Martin Prager Integrationspreis
2021: offener Call, Sonderpreise für „Data Understanding“ und Martin Prager Integrationspreis
2022: offener Call, Sonderpreise für „Nachhaltigkeit“, „Digital Self-Awareness“ und Martin Prager Integrationspreis
2023: offener Call, Sonderpreise für „Artificial Intelligence“ und Martin Prager Integrationspreis
2024: offener Call, Sonderpreis für „Digitale Entscheidungsfindung“ und Martin Prager Integrationspreis

## Projekt und Stipendien
Antragsberechtigt sind volljährige natürliche Personen und juristische Personen mit österreichischer Wohnadresse bzw. österreichischer Firmenadresse. Die Internet Stiftung hat einen Förderbeirat eingerichtet, der die eingereichten Vorhaben bewertet und ggf. zur Förderung vorschlägt. Die Entscheidung über die Vergabe einer Förderung erfolgt durch den Vorstand der Internet Stiftung im Einvernehmen mit dem Stiftungsrat der Internet Stiftung.
Im Sinne einer positiven gesellschaftlichen Entwicklung soll das Förderprogramm auf der Grundlage von Offenheit, Transparenz und Sharing wirksame Impulse für eine innovative und selbstorganisierte Weiterentwicklung des Internets und dessen vielseitige Nutzung in Österreich setzen.
Gefördert werden bspw. Projekte, bei denen der Proof of Concept neuer Technologien oder Konzepte im Mittelpunkt stehen, grassroot-Projekte der Zivilgesellschaft sowie spannende Produkt- oder Dienstleistungsinnovationen. Die Projekte sollen das Internet im Bereich der Basistechnologien, der Infrastruktur oder der Anwendungen qualitativ und quantitativ verbessern, verbreitern und erweitern.
Im Mittelpunkt der Entscheidung über eine Förderung stehen das Potential des eingereichten Vorhabens, einen besonderen Beitrag zu leisten und die konkret zu erwartenden Ergebnisse. Jedes Vorhaben wird zudem auch danach beurteilt, in welchem Ausmaß es sich als Ausgangsbasis und Baustein für weitere Projekte eignet und inwieweit eine nachhaltige Vernetzung der unterschiedlichsten Nutzer und Entwickler erreicht wird.
Die Ergebnisse der geförderten Projekte müssen der Allgemeinheit zur Nutzung und Weiterentwicklung kostenlos zur Verfügung gestellt werden. Auf netidee.at ist auch eine Kurzbeschreibung aller seit Beginn des netidee-Förderprogramms geförderten Projekte und Stipendien abrufbar.

### Projektergebnisse
Die Projektergebnisse werden als offene HW bzw. SW oder Creative Commons Content im Internet veröffentlicht.

### Jährlicher Projektzyklus und Förderbeirat
Der neue Call wird jeweils im Frühjahr veröffentlicht, eingereicht werden kann online auf www.netidee.at. Ein aus unabhängigen Experten zusammengesetzter Förderbeirat prüft jedes Projekt genau und sorgt für Vertraulichkeit und gleiche Bedingungen zwischen den Antragstellern. Der Förderbeirat wählt die zu fördernden Projekte nach einem objektiven Bewertungsverfahren aus. Beim traditionell im November stattfindenden „netidee best of“ Event werden die ausgewählten Projekte und Stipendien öffentlich bekanntgegeben. Nach Abschluss der Fördervereinbarung arbeiten die Projektteams intensiv in einem Förderzeitraum von maximal 18 Monaten an der Realisierung.

### Förderbetrag
Projekte werden mit bis zu 50.000 EUR gefördert, Stipendien werden in der Höhe von 5.000 EUR (für Master- und Diplomarbeiten) und 10.000 EUR (für PhD bzw. Dissertationen) vergeben.

### Voraussetzungen für eine netidee-Förderung
- Internetbezug
- Relevanz (auch) für Österreich
- Innovation
- Klar definiertes Projektziel und Zielgruppe
- Projektergebnisse stehen für die Allgemeinheit zur Nutzung und Weiterentwicklung zur Verfügung (Open Source bzw. Creative-Commons-Lizenzen)

## Organisation und Finanzierung
Organisiert und finanziert wird die Förderaktion von der Internet Stiftung, die von den Internet Service Providers Austria (ISPA) gegründet wurde. Die Förderung des Internets in Österreich ist der gemeinnützige Stiftungszweck. Die Internet Stiftung ist Eigentümerin der österreichischen Domain-Registrierungsstelle nic.at GmbH, der tldbox GmbH sowie der ipcom GmbH. Die Fördermittel der netidee stammen aus den Erträgen dieser Tätigkeitsbereiche.